# Division I (Schach) 1960
Die Division I 1960 war die 11. schwedische Mannschaftsmeisterschaft im Schach (Allsvenskan) und gleichzeitig deren achte Austragung in einem Ligabetrieb mit Auf- und Abstieg.

## Datum und Ort
Die Wettkämpfe wurden am 5. und 6. November in Norrköping ausgetragen.

## Turnierverlauf
Nachdem sowohl der Titelverteidiger SK Rockaden Stockholm als auch der Aufsteiger Schackkamraterna Solna auf ihre Teilnahme an der Allsvenskan verzichteten, wurde stattdessen eine Stockholmer Distriktauswahl in der Division I an den Start geschickt. Die zwei frei gewordenen Startplätze wurden vergeben an die beiden besten Absteiger aus 1958 und 1959, die Auswahlmannschaft von Skåne und den SK Kamraterna Göteborg. Da die Auswahlmannschaft aus Skåne inzwischen aufgelöst worden war, erhielt diesen Platz stattdessen der Malmö Allmänna SK. Stockholm wurde trotz eines Punktverlustes gegen die im Vorjahr aufgestiegene Auswahlmannschaft von Östergötland schwedischer Meister. Malmö erreichte trotz eines negativen Brettpunktekontos den Klassenerhalt, während Östergötland und Göteborg absteigen mussten. 

### Abschlusstabelle
| Pl. | Verein                         | Sp | G | U | V | MP  | Brett-P.  |
| --- | ------------------------------ | -- | - | - | - | --- | --------- |
| 01. | Stockholms SF                  | 3  | 2 | 1 | 0 | 5:1 | 18,0:12,0 |
| 02. | Malmö Allmänna Schackklubb (N) | 3  | 2 | 0 | 1 | 4:2 | 13,5:16,5 |
| 03. | Östergötlands SF (N)           | 3  | 1 | 1 | 1 | 3:3 | 15,5:14,5 |
| 04. | SK Kamraterna Göteborg         | 3  | 0 | 0 | 3 | 0:6 | 13,0:17,0 |

### Entscheidungen
|     | Schwedischer Mannschaftsmeister: Stockholms SF                         |
|     | Absteiger in die Division II: Östergötlands SF, SK Kamraterna Göteborg |
| (N) | Aufsteiger der letzten Saison                                          |

### Kreuztabelle
| Ergebnisse | Ergebnisse             | 01. | 02. | 03. | 04. |
| ---------- | ---------------------- | --- | --- | --- | --- |
| 01.        | Stockholms SF          |     | 7½  | 5   | 5½  |
| 02.        | Malmö Allmänna SK      | 2½  |     | 5½  | 5½  |
| 03.        | Östergötlands SF       | 5   | 4½  |     | 6   |
| 04.        | SK Kamraterna Göteborg | 4½  | 4½  | 4   |     |

## Die Meistermannschaft
| 1.            | Stockholms SF |
| Schachfiguren | Bengt-Eric Hörberg, L. Lindberg, Arne Burehäll, Berndt Söderborg, Sture Nyman, B. Malmström, Leho Laurine, Åke Olsson, Allan Werle, H. Lantz, Sven Hagberg. |